# Karim Haggui
Karim Haggui (arab. كريم حقي, ur. 20 stycznia 1984 w Al-Kasrajn) – piłkarz tunezyjski grający na pozycji środkowego obrońcy.

## Kariera klubowa
Haggui urodził się w mieście Al-Kasrajn i tam też rozpoczynał karierę w 1998 w klubie AS Kasserine. 2 lata później przeniósł się do Étoile Sportive du Sahel i grał tam w drużynie młodzieżowej, a w 2003 roku został włączony do kadry pierwszego zespołu. W zespole z miasta Susa spędził sezon, ale nie osiągnął z nim sukcesów.
W letnim oknie transferowym roku 2004 Haggui podpisał kontrakt z klubem Ligue 1, RC Strasbourg, który zapłacił za niego milion euro. W lidze zawodnik zadebiutował 7 sierpnia 2004 roku w przegranym 1:2 wyjazdowym meczu z Bastią. W 9. kolejce meczu z FC Nantes doznał jednak kontuzji i do gry wrócił po 3 miesiącach. Ze Strasbourgiem pod koniec sezonu wywalczył Puchar Ligi Francuskiej. W sezonie 2005/2006 wystąpił w 23 meczach i strzelił 2 gole (oba w przegranym 2:4 meczu z Toulouse FC), ale Racing spadł z ligi, zajmując przedostatnią, 19. pozycję.
Latem 2006 roku Haggui za blisko 2,8 miliona euro przeszedł do niemieckiego Bayeru 04 Leverkusen. Zadebiutował w nim 29 lipca w przegranym po rzutach karnych meczu Pucharu Ligi Niemieckiej z FC Schalke 04. W Bundeslidze natomiast Haggui po raz pierwszy wystąpił 12 sierpnia 2006 roku, a jego klub pokonał Alemannię Akwizgran 3:0. W 2009 roku dotarł z zespołem do finału Pucharu Niemiec, jednak Bayer przegrał tam 0:1 z Werderem Brema.
W 2009 roku Haggui odszedł za darmo do Hannoveru 96. W nowym klubie zadebiutował 8 sierpnia 2009 roku w przegranym 0:1 spotkaniu z Herthą BSC. Graczem Hannoveru był do 2013 roku. Następnie występował w także pierwszoligowym VfB Stuttgart, a także w drugoligowej Fortunie Düsseldorf. W 2016 roku odszedł do szwajcarskiego FC Sankt Gallen. W 2018 roku zakończył karierę.
| Sezon   | Klub                     | Kraj       | Rozgrywki              | Mecze | Bramki |
| ------- | ------------------------ | ---------- | ---------------------- | ----- | ------ |
| 2003/04 | Étoile Sportive du Sahel | Tunezja    | Championnat de Tunisie | ?     | ?      |
| 2004/05 | RC Strasbourg            | Francja    | Ligue 1                | 20    | 0      |
| 2005/06 | RC Strasbourg            | Francja    | Ligue 1                | 23    | 2      |
| 2006/07 | Bayer 04 Leverkusen      | Niemcy     | Bundesliga             | 24    | 0      |
| 2007/08 | Bayer 04 Leverkusen      | Niemcy     | Bundesliga             | 24    | 2      |
| 2008/09 | Bayer 04 Leverkusen      | Niemcy     | Bundesliga             | 11    | 1      |
| 2009/10 | Hannover 96              | Niemcy     | Bundesliga             | 30    | 2      |
| 2010/11 | Hannover 96              | Niemcy     | Bundesliga             | 25    | 1      |
| 2011/12 | Hannover 96              | Niemcy     | Bundesliga             | 27    | 3      |
| 2012/13 | Hannover 96              | Niemcy     | Bundesliga             | 22    | 1      |
| 2013/14 | Hannover 96              | Niemcy     | Bundesliga             | 3     | 0      |
| 2013/14 | VfB Stuttgart            | Niemcy     | Bundesliga             | 6     | 1      |
| 2014/15 | VfB Stuttgart            | Niemcy     | Bundesliga             | 0     | 0      |
| 2015/16 | Fortuna Düsseldorf       | Niemcy     | 2. Bundesliga          | 29    | 1      |
| 2016/17 | FC Sankt Gallen          | Szwajcaria | Swiss Super League     | 28    | 2      |
| 2017/18 | FC Sankt Gallen          | Szwajcaria | Swiss Super League     | 20    | 0      |

## Kariera reprezentacyjna
W reprezentacji Tunezji Haggui zadebiutował 20 sierpnia 2003 roku w zremisowanym 0:0 meczu z Gwineą. W 2004 roku został powołany do kadry na Puchar Narodów Afryki 2004. Był tam podstawowym zawodnikiem, grał we wszystkich meczach, a także w wygranym 2:1 finale z Marokiem i dzięki temu został mistrzem Afryki.
Również w 2004 roku Haggui pojechał na Letnie Igrzyska Olimpijskie 2004. Zagrał w 3 meczach grupowych, ale Tunezja okazała się gorsza od późniejszych złotych medalistów, Argentyny oraz Australii i zajmując 3. miejsce w grupie odpadła z dalszej rywalizacji.
W 2006 roku Haggui zaliczył kolejne dwa turnieje. Na początku roku wystąpił w Pucharze Narodów Afryki 2006 z Tunezją odpadając w ćwierćfinale po meczu z Nigerią, przegranym w karnych (w 49. minucie spotkania strzelił gola na 1:1). Natomiast później selekcjoner Roger Lemerre zabrał Hagguia na Mistrzostwa Świata w Niemczech. Karim był podstawowym zawodnikiem drużyny i zagrał we wszystkich 3 meczach grupowych: z Arabią Saudyjską (2:2), Hiszpanią (1:3) oraz Ukrainą (0:1).